# River Dee (Rawthey)
Der River Dee ist ein Fluss in Cumbria, England. Der River Dee entsteht aus dem Zusammenfluss des kleinen Hazel Bottom Gill und verschiedenen kleinen Bächen am Nordhang des Blea Moor.
Der River Dee fließt zunächst in nördlicher Richtung. Der Fluss folgt dabei dem Verlauf der Bahnstrecke Settle–Carlisle, bis er sich südlich des Bahnhofs Dent Station in westlicher Richtung wendet und südlich des Aye Gill Pike durch das Dentdale Tal fließt.
Westlich von Sedbergh mündet der River Dee in den River Rawthey.